# Szcientológusok Nemzetközi Szövetsége
A Szcientológusok Nemzetközi Szövetsége (angolul: International Association of Scientologists (IAS)) egy angol nonprofit szervezet, amely 1984 októberében alakult szcientológusok egy csoportjaként Saint Hill Manorban, East Grinsteadben, West Sussexben.

## Tevékenysége
Az IAS kitűzött célja „Egyesíteni, előremozdítani, támogatni és védelmezni a Szcientológia vallást és a Szcientológusokat a világ minden részén annak érdekében, hogy elérjük a Szcientológia céljait, ahogyan azokat L. Ron Hubbard megfogalmazta.” Az IAS 1984-ben az egyházat becsmérlők rohamára adott válaszképpen, annak érdekében alakították meg, hogy garantálja a vallás szabad gyakorlását a Szcientológia számára és “minden vallás szabadságát,” írja Eric Roux az Európai Vallásközi Fórum a Vallásszabadságért nevű szervezettől. Szcientológusok összegyűltek Saint Hill Manorban, hogy kialakítsák a nemzetközi szervezetet. Az IAS az egyház hivatalos tagsági szervezete, ebben a minőségében a Szcientológusok Nemzetközi Hubbard Szövetsége utóda. Ezt a Szabadzóna tagjai nem fogadják el. Az IAS-tagság nyitva áll minden, a Szcientológia Egyházzal jó viszonyt ápoló szcientológus előtt. A tag előnyökre jogosult, többek közt 10% árkedvezményre szcientológia anyagok árából, és arra, hogy csökkentett adományt fizessen tanulási és auditálási szolgáltatásokért. Az IAS a tagsági díjat különböző társadalom-felvilágosító programok finanszírozására használja, amelyek emberek millióit és társadalmi akció-bizottságokat (mint például az Állampolgári Bizottság az Emberi Jogokért) tájékoztat,. Október 7-e hivatalosan kijelölt IAS-nap, amikor Szabadság-díjat adományoznak olyan személyeknek, akik előmozdították az IAS és a Szcientológia ügyét. 1985 májusában segített megváltoztatni egy bírósági döntést, ami megítélt volna 39 millió amerikai dollár kártérítést Julie Christofferson Titchbourne részére, aki azt állította, hogy Szcientológia tanfolyamokat végzett, és nem tapasztalt semmilyen személyes javulást. Az IAS felhívására 15 000 szcientológus gyűlt össze tiltakozni Portlandbe.

## Fordítás
Ez a szócikk részben vagy egészben  az   International Association of Scientologists című angol Wikipédia-szócikk fordításán alapul.  Az eredeti cikk szerkesztőit annak laptörténete sorolja fel. Ez a jelzés csupán a megfogalmazás eredetét és a szerzői jogokat jelzi, nem szolgál a cikkben szereplő információk forrásmegjelöléseként.